# 足立朱美
足立 朱美（あだち あけみ、1973年3月27日 - ）は、日本の女性声優。大阪府出身。

## 人物
以前は81プロデュースに所属していた。
方言は大阪弁。
趣味・特技はスネアドラム。

## 出演作品

### テレビアニメ
1999年
- KAIKANフレーズ（観客、女性、女子生徒）
- 爆球連発!!スーパービーダマン（生徒）

2000年
- グラビテーション（レポーター、アナウンス）
- はじめの一歩（友達のOL）

2001年
- 探偵少年カゲマン（宇宙船）
- 地球少女アルジュナ（看護婦B）
- 地球防衛家族（TV司会者B）
- 名探偵コナン（トレーナー）

2002年
- 王ドロボウJING
- 炎の蜃気楼（生徒）
- 名探偵コナン（受付嬢）

### ドラマCD
- KIRAI（ニュースキャスター）
- ロマンティスト・テイスト（女の子）